# Ka‘iulani
Ka‘iulani (helt namn: Victoria Kawekiu Kaʻiulani Lunalilo Kalaninui Ahilapalapa), föddes 16 oktober 1875, död 6 mars 1899, var en hawaiisk prinsessa som senare utnämndes till kronprinsessa av drottningen Lili‘uokalani.

## Bakgrund
Ka‘iulani föddes år 1875. Hennes föräldrar var prinsessan Likelike och Archibald Cleghorn; hon var den sista direkta arvingen till ätten Kalākaua. Fadern Cleghorn var ursprungligen från Skottland och en framgångsrik affärsman i Hawaii.
Likelike avled då Ka‘iulani var bara 11 år gammal. På sin dödsbädd förespådde Likelike att dotterns liv skulle bli ensamt och sorgligt.
År 1887 fick Ka‘iulani äran att slå på Hawaiis första elektriska ljus i ‘Iolani-palatset. Kungen Kalākaua hade blivit intresserad av elektricitet och dess tillämpande under sin jordenruntresa år 1881.

## Livet i Storbritannien
Då Ka‘iulani var 13 år gammal skickades hon tillsammans med sin syster till England för att studera. Den ursprungliga planen var att stanna ett år, men på grund av politiska problem på Hawaii blev det åtta år; Ka‘iulani kom tillbaka till Hawaii år 1897. Under sin tid i Storbritannien var hennes förmyndare Theophilius Harris Davies, som hade gjort karriär på Hawaii som affärsman, precis som Ka‘iulanis far. Archibald hade också skickat sin dotter till skolan Great Harrowden Hall för att hon skulle få bästa möjliga utbildning.
Kungen Kalākaua avled då Ka‘iulani fortfarande var i England. Den nya monarken och Ka‘iulanis moster, Lili‘uokalani, utnämnde Ka‘iulani till sin kronprinsessa den 9 mars 1891, eftersom drottningen själv inte hade några biologiska barn.
Enligt rykten hade Ka‘iulani förhållanden med flera män, men detta har aldrig verifierats.

## Tillbaka till Hawaii
År 1893 avsattes Lili‘uokalani från tronen av mestadels amerikanska plantageägare. Ka‘iulani reste från England till New York för att appellera direkt till amerikanska folket. Den amerikanska pressen blev intresserad av henne och mötte prinsessan redan på hamnen. Efter detta gick hon till Washington för att möta presidenten Grover Cleveland och hade middag med honom.
Efter sin återkomst till Hawaii började Ka‘iulani ge upp hoppet om att återställa monarkin. Hon började ta had om sin moster, Kapi‘olani som avled ganska snabbt efter Ka‘iulani. Ytterligare fungerade Ka‘iulani som viceordförande till Hawaiis röda korset.
Då USA officiellt annekterade Hawaii den 12 augusti 1898, samlades Ka‘iulani det som var hovet och klädde sig i begravningskläder som protest.

## Senare liv och arv
År 1898 förlovade Ka‘iulani sig med prinsen David Kawānanakoa. Paret hann aldrig gifta sig eller få barn.
Samma år då Ka‘iulani förlovade sig, tog hon en ridtur till bergen på ön Hawaii, där en storm överraskade henne. Ka‘iulani blev förkyld och fick senare lunginflammation, vilket försämrade hennes hälsa ytterligare. Ka‘iulani avled den 6 mars 1899 på sin gård. Enligt berättelsen hittade hennes grannar den döda prinsessan då gårdens påfåglar skrek högre än vanligt. Som många andra av Hawaiis kungligheter, är Ka‘iulani begravd i mausoleet Mauna ‘Ala.
Ka‘iulani har ansetts vara en inspiration för båda anglofiler och hawaiianer som ung och vis kvinna som gick emot sin tids stränga förväntningar.
År 2009 hade dramafilmen Princess Kaiulani premiär. Den handlade om prinsessas liv. Ka‘iulanis roll spelades av amerikanska skådespelerskan Q'orianka Kilcher, vilket lett till kritik från Hawaiis ursprungsbefolkning. Det finns en gata i Honolulu som har nämnts efter Ka‘iulani: Ka‘iulani Avenue. Den finns nära gården där hon bodde.

## Galleri

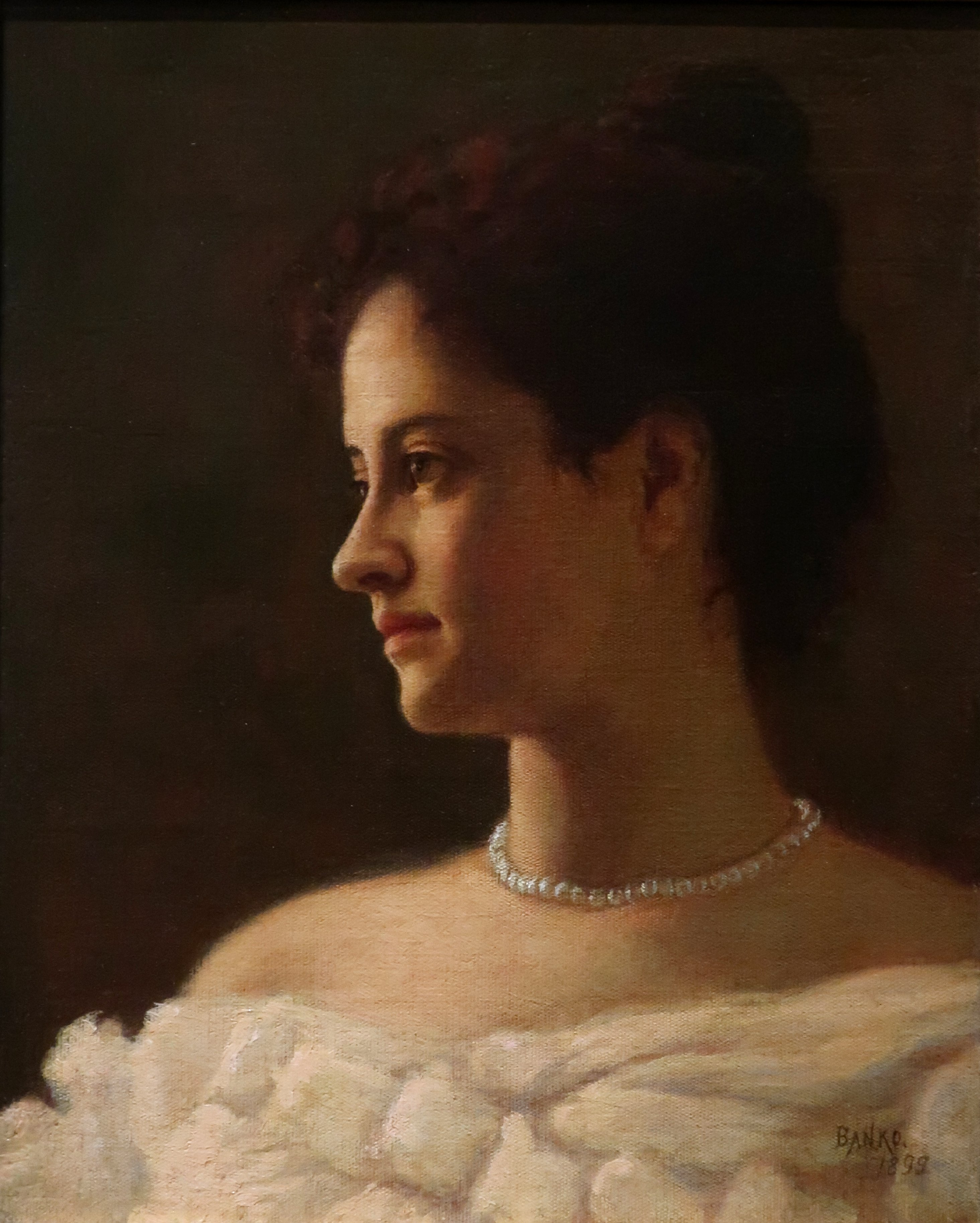
En postum porträtt på Ka‘iulani av Hinakichi Kobayashi
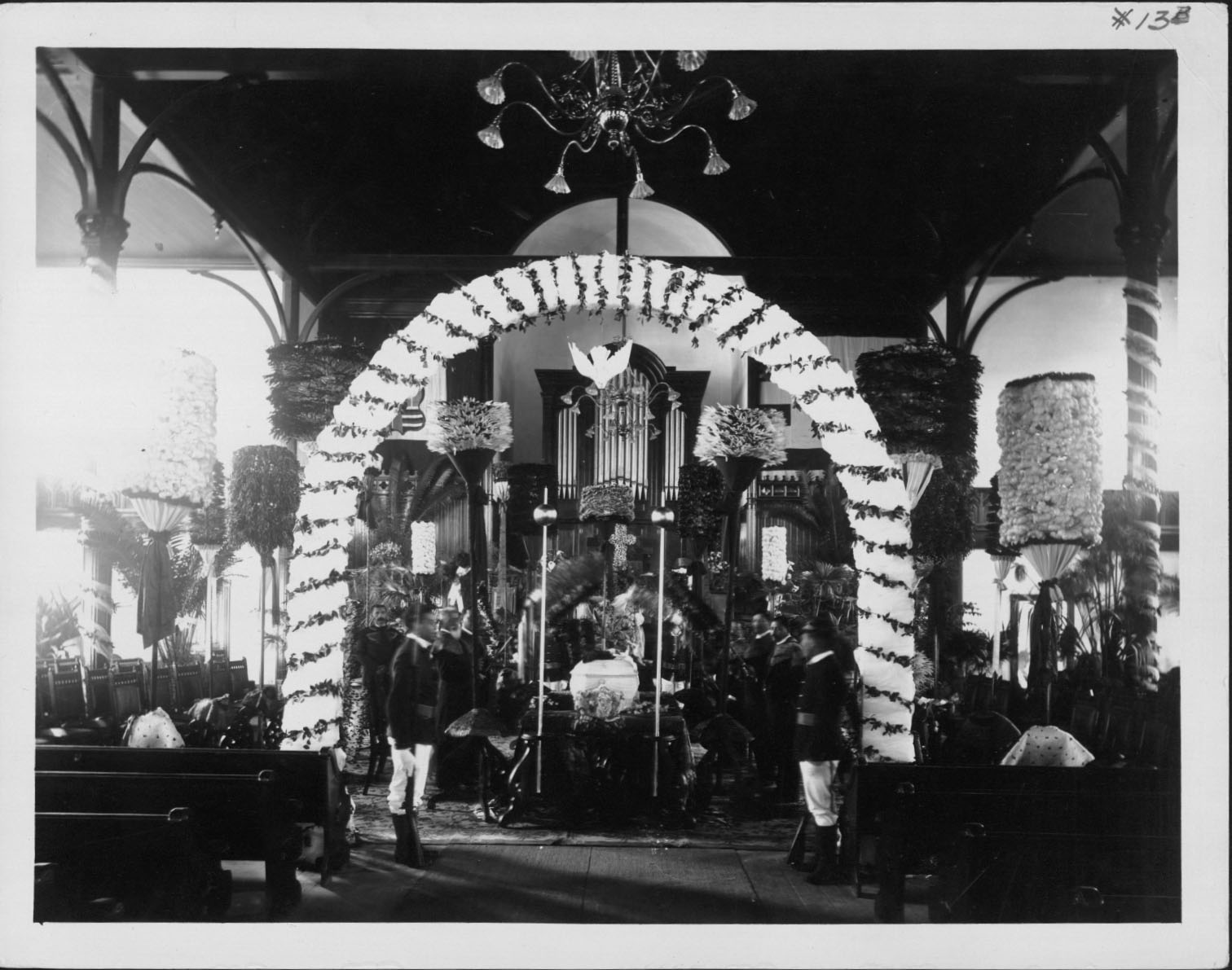
Ka‘iulanis begravning
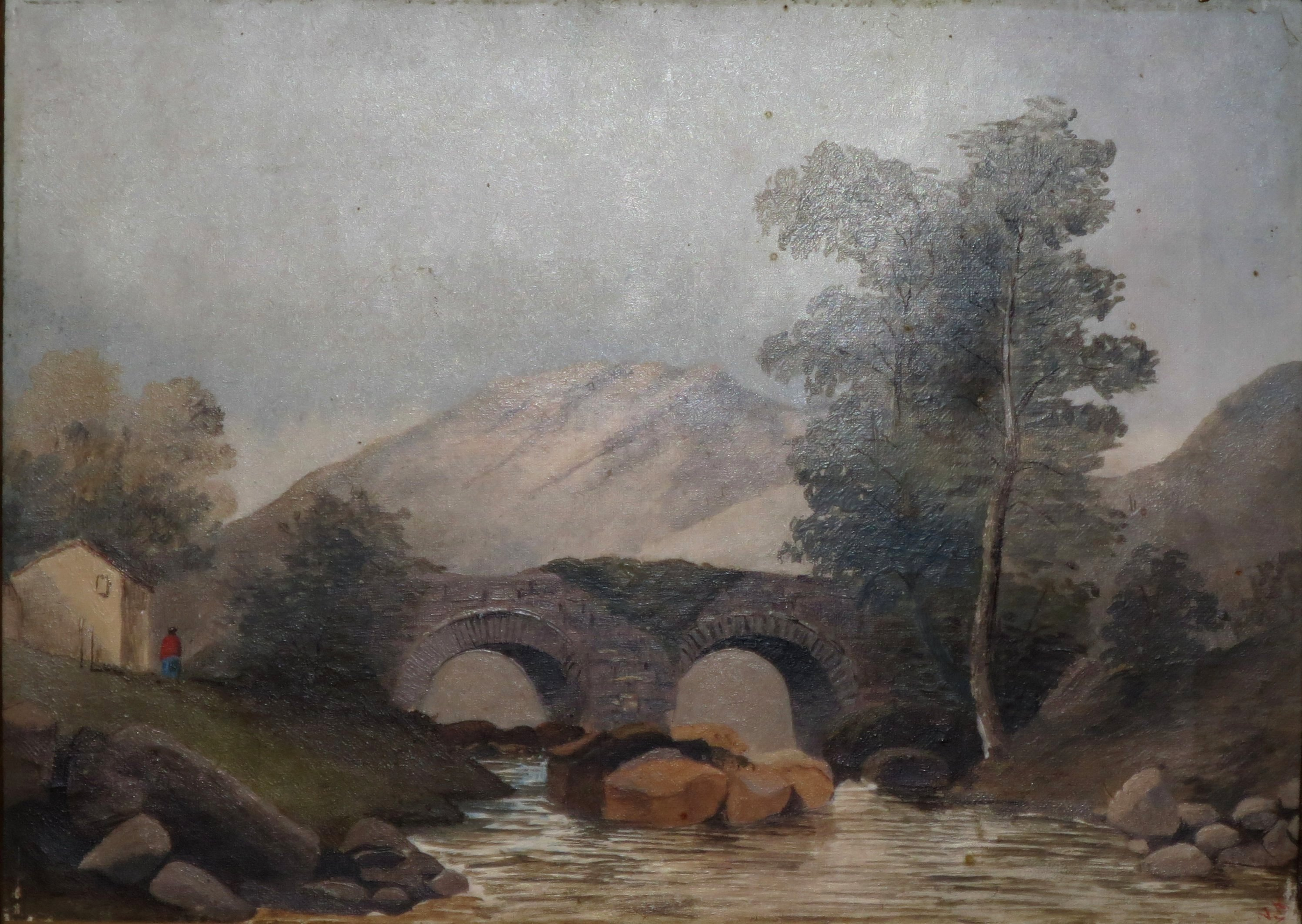
En målning på skottisk vy av Ka‘iulani
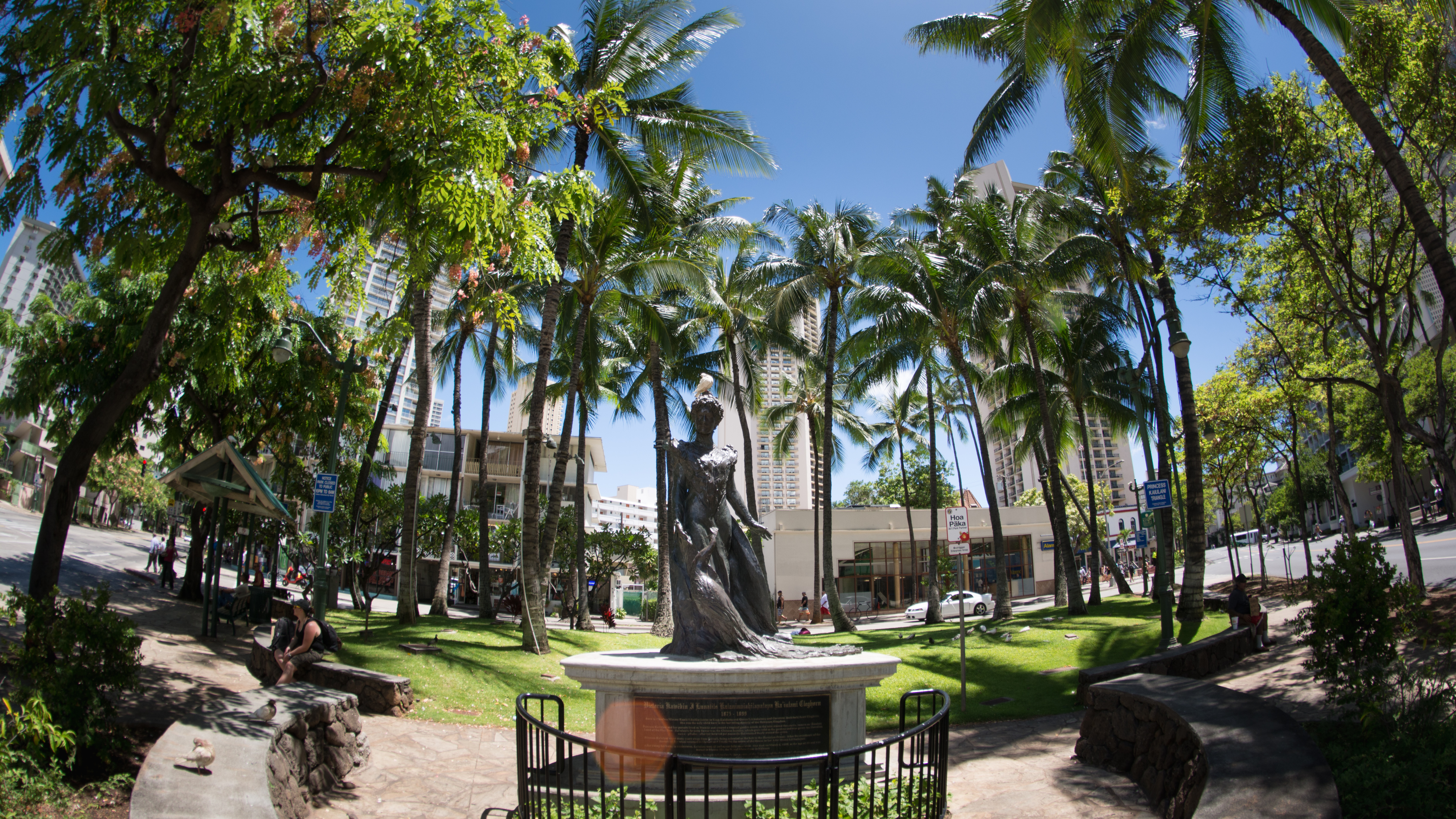
Ka‘iulanis staty på Waikiki